# Cressida (måne)
Cressida er en af planeten Uranus' måner: Den blev opdaget den 9. januar 1986 ud fra billeder taget af rumsonden Voyager 2, og fik lige efter opdagelsen den midlertidige betegnelse S/1986 U 3. Senere har den Internationale Astronomiske Union vedtaget at opkalde den efter den tragiske heltinde af samme navn fra William Shakespeares skuespil Troilus and Cressida. Månen Cressida kendes desuden også under betegnelsen Uranus IX (IX er romertallet for 9).
Bortset fra nogle data om størrelse og omløbsbane ved man meget lidt om denne måne.
Uranus-månen Cressida må ikke forveksles med småplaneten 548 Kressida.